# Astove
Astove és un gran atol, part del grup Aldabra, situat a les Illes Exteriors de Seychelles, a una distància de 1,041 km (647 mi) al sud-oest de la capital, Victoria, a l'illa de Mahé.

## Història
El nom Astove es diu que deriva del portuguès As Doze [ilhas], de manera que Dotze illes pot haver estat l'original nom portuguès per Farquhar.
Gran part de la regió en la qual Astove rau va ser explorada pels mariners i comerciants àrabs entre 1000 i 1500 però no hi ha constància de l'assentament humà a l'illa abans del 1760. En aquest any, la fragata portuguesa de La Dom Real, carregada amb productes del saqueig i esclaus, va encallar a Astove. Tots els tripulants i esclaus van baixar a l'illa, però el capità i la tripulació aviat van poder abandonar Astove i van anar a Moçambic en un gran bot. Mai no va tornar a recollir als esclaus, que es van organitzar en una comunitat i van subsistir per la generositat de l'illa i de la mar.
Un vaixell de pas va informar que hi havia "un tresor d'esclaus" que es podia aconseguir per a la presa de Astove, però els repetits intents per capturar-los van fallar, quan gairebé tots els vaixells van encallar com el de La Dom Real. El 1796, un vaixell britànic va intentar agafar els esclaus per la força – i va aconseguir embarcar-ne un centenar–, però els esclaus es van revoltar i va ajudar a impedir el intent, que va fallar totalment quan el vaixell també va encallar. Hi va haver, suposadament, una gran pèrdua de vides a les aigües infestades de taurons.
La resta d'esclaus a Astove van ser finalment atrapats i evacuats a Mahé, deixant un únic supervivent anomenat "Paul" a l'illa. El 1799, un pas vaixell va parar a Astove i va efectuar una cerca d'aquest solitari esclau, però no en va trobar ni rastre.
El matí del 12 d'agost de 1836, el vaixell Tigre de Liverpool, que anava manat pel capità Edward Searight, va ser destruït a l'escull d'Astove. Un relat dels fets, escrit per William Stirling, va ser publicat set anys després.
La presència humana a Astove es va mantenir irregular al llarg de tot el segle xix i centrada en gran part en les operacions que estaven en curs en el moment. Astove va ser fortament explotada pel guano i fosfats, i perseguides les seves tortugues marines, però per a la major part del temps es van mantenir sense visitants a causa de la seva llunyania i la distància de les línies normals dels vaixells.
El 1968 l'atol Astove atol va ser ocupat pel aventurer i empresari britànic Mark Veevers-Carter i la seva dona americana, Wendy (Day) Veevers-Carter, que era la filla de l'autor nord-Americà Clarence Day (Life With Father). La parella havia fundat, dirigit i va vendre un exitosa plantació de copra a les Seychelles, a l'illa de Remire, i intentà fer el mateix però molt més gran, a l'illa d'Astove.
"Quan vam arribar a Astove, ens vam trobar amb palmeres, una casa de fusta sense sostre i un cementiri", va escriure la Wendy Veevers-Carter. "Part de les Seychelles britàniques, Astove era un territori insular "perdut ".
Els Veevers-Carter construïren una casa de 14 habitacions, un centre de processament, una capella, una botiga i petites residències per als seus empleats seychellesos. La copra va constituir el principal cultiu comercial, però a la plantació Veevers-Carter també es va cultivar el tabac i es criaven (per a subsistència), cabres, vaques i porcs. La vida de la parella i els seus tres fills fou relatada per Wendy Veevers-Carter en un article per la revista "Parade" de juny de 1969.
"Mark ha tingut dolorosos problemes amb les seves dents, però ha portat l'agonia estoicament," va escriure a l'article. "Ha de veure un dentista aviat, però això suposarà un viatge de molts dies".
Els problemes dentals obligaren a Mark l'any 1970 a viatjar a Kenya per a rebre tractament mèdic. Va prendre amb ell un aparell de radio trencat d'ona curta i un dels seus tres fills, deixant la seva dona i els seus dos fills a la plantació a Astove. L ' 11 de març, als 42 anys, Veevers-Carter va morir per l'anestèsia, a la cadira del dentista, i com que no hi havia cap ràdio a Astove, la notícia no va poder ser ràpidament comunicada a la seva esposa.
Deu dies després de la mort de Veevers-Carter, la notícia va ser comunicada el vaixell portador de ciment Bamburi, que els va portar a Kenya.
Wendy Veevers-Carter va intentar gestionar Astove sola fins al novembre de 1970, va considerar la tasca impossible. Va tornar als Estats Units amb els seus fills, i va deixar Astove a cura de tres empleats seychellesos. Tot i que va expressar la seva esperança en el manteniment, control i accés a Astove, ella mai va tornar i l'illa va ser abandonada.
El 1911, buscadors de tresors que es trobaven prop d'Astove van trobar les restes d'un vaixell portuguès naufragat, La Dom Real, que es va enfonsar l'any 1760. Van treure tot el material i van trobar or i plata.
El 2014 Astove va ser declarat reserva natural, i la Island Development Committee hi va establir una estació i va construir un allotjament ecologista.

## Geografia
Astove atol es troba a 35 km al sud-sud-est de Cosmoledo.
Es tracta d'una illa de coral de una forma peculiar: un únic tram de la terra, que és de 1,4 km a la part més ampla, gairebé totalment conté una llacuna superficial. La llacuna té una profunditat màxima de 3 metres (10 m), i l'única sortida és un estret pas al sud, anomenat Gueule Bras Channel. La llacuna inclou alguns bancs de sorra i illes a l'interior.
Astove mesura 6 km (3.7 mi) de nord a sud i 4 km (2.5 mi) d'est a oest. L'àrea és de 7,9 km², i l'àrea total incloent la llacuna i els esculls és de 21.2 km².

### Llista d'illots
|   | Illa              | tipus         | Àrea (hectàrees) | Ubicació                                             |
| 1 | Astove            | illa          | 775.22           | 10° 05′ S, 47° 44′ E / 10.083°S,47.733°E             |
| 2 | Gueule Bras       | cai           | 0.18             | 10° 06′ 23″ S, 47° 44′ 04″ E / 10.10639°S,47.73444°E |
| 3 | Charlotte         | cai           | 0.17             | 10° 05′ 22″ S, 47° 43′ 09″ E / 10.08944°S,47.71917°E |
| 4 | 1                 | cai           | 0.60             | 10° 05′ 40″ S, 47° 44′ 04″ E / 10.09444°S,47.73444°E |
| 5 | 2                 | cai           | 0.08             | 10° 05′ 40″ S, 47° 44′ 10″ E / 10.09444°S,47.73611°E |
| 6 | 3                 | cai           | 2.70             | 10° 05′ 40″ S, 47° 44′ 15″ E / 10.09444°S,47.73750°E |
| 7 | 4                 | cai           | 1.15             | 10° 05′ 42″ S, 47° 44′ 18″ E / 10.09500°S,47.73833°E |
| 8 | 5                 | cai           | 0.93             | 10° 05′ 47″ S, 47° 44′ 21″ E / 10.09639°S,47.73917°E |
| 9 | 6                 | cai           | 3.00             | 10° 05′ 57″ S, 47° 44′ 17″ E / 10.09917°S,47.73806°E |
| 9 | East Lagoon group | bancs d'arena | 5.00             | 10° 05′ 47″ S, 47° 44′ 47″ E / 10.09639°S,47.74639°E |
|   | Atol Astove       | Atol          | 790              | 10° 05′ S, 47° 44′ E / 10.083°S,47.733°E             |

## Geologia
Astove té una inusual estructura que ha plantejat interrogants sobre la seva formació. Es va suggerir que Astove no és en realitat un atol, sinó un escull pla, amb la llacuna formada en temps posterior. La llacuna es fa més profund a un ritme lent, a causa de l'aigua de la pluja, de l'acidez de la terra húmica, de la dissolució a la llacuna del carbonat de les roques inferiors. Això fa que les aigües de la llacuna tinguin un inusual color blanc.
A la gran massa de terra cap a l'oest, els escull de roca s'eleven a uns 5 metres (15 m) sobre el nivell de la mar. En un altre lloc està en gran part coberta per grava. Hi ha dunes de fins a 18 m (60 peus) de la línia que rep el vent a la vora oriental de l'illa, i la part oriental de la llacuna és especialment poc profunda a causa de la caiguda de dunes de sorra. Astove té una franja de corall de només uns 180 m (300 peus) d'amplada. Com es va assenyalar anteriorment, més enllà de l'escull, la vora exterior del fons marí baixa fort, amb un desnivell de 550 m (300 fathoms) a només 300 metres (900 metres) de distància de la costa.

## Clima
El clima és dominat pels vents alisis del sud-est, que són més pronunciats entre abril i novembre. Les temperatures estan al voltant de 28 °C (82 °F) a l'ombra durant aquest temps, i lleugerament superior durant la temporada del monsó del nord-oest. En aquell moment, ciclons tropicals amb pluges torrencials de vegades colpegen l'illa, però en general és molt àrida.

## Dades demogràfiques
L'única població, a la costa occidental, fou abandonat pels tres empleats seychellesos el 1972, però ha estat repoblat el 2014. Les restes d'una antiga plantació de de coco i sisal permeten intentar mantenir-se.

## Administració
L'illa pertany al Districte de les Illes Exteriors. En ser una illa amb una petita població, no hi ha cap edifici de govern o serveis.

## Transport
L'illa és travessada per una pista d'aterratge de 640 metres (2,100 ft) sense pavimentar i de gespa (codi OACI: FSSA) en el punt nord-est de l'illa. La Island Development Committee hi va posar una plantilla de 2 persones el 2014 per netejar l'aeròdrom i restaurar el seu ús. L'illa, a vegades, és atesa per un avió de la Island Development Committee (IDC) de Mahé.

## Economia
El 2 d'habitants de l'illa es dediquen a una escala molt petita a l'agricultura, la ramaderia i la pesca, principalment per consum propi, així com la gestió de la recent inaugurada casa d'hostes.

## Flora
Astove atol té una capa molt prima que cobreix el seu nucli rocós, que és cobert de cavernes. Guano de nidificació de les aus s'ha acumulat en aquestes, i a la part occidental s'ha treballat allí i el guano es va explotar en el passat. Grans trams de l'escull de roca no tenen vegetació, però alguns Pisonia grandis i Sideroxylon inerme persisteixen. El general de la vegetació de gran part de l'illa del costat occidental són herbàcies principalment les espècies Plumbago aphylla, així com la Stachytarpheta i laDactyloctenium pilosum. Queden cocoters restes de la plantació al llarg de la riba oest; sisal (Agave sisalana), i cotó (Gossypium) també es troben aquí i allà. Blat de moro (Zea mayos) va ser plantat pels miners del guano però és de suposar que aquesta planta, que necessita constant atenció, ha desaparegut ja.
Les dunes orientals són de mala herba amb Sporobolus virginicus a prop de la mar, i en la major part amb arbusts  Suriana maritima. A més als llocs a recer són habituals els matolls de Scaevola taccada i de l'arbre heliotrop Heliotropium foertherianum, amb alguns Pisonia. Aquí, les principals herbes són fimbries (Fimbristylis) i Cassytha filiformis.
Els terres al voltant de la llacuna mostren una barreja de pastures (principalment herna Stenotaphrum dimidiatum) i matolls Pemphis acidula; en llocs, és difícil de penetrar a la llacuna a través de la massa de Pemphis i bwa matlo. Petits manglars grisos (Avicennia marina) formen una línia a gran part de la meitat sud de la llacuna.

## Fauna
Astove és la llar de quatre ocells:
- Suimanga (Cinnyris sovimanga buchenorum) - una raça endèmica limitada a Astove i Cosmoledo.
- Cistícola de Madagascar (Cisticola cherina)
- Corb blanc i negre (Corvus albus)
- Ull blanc de Madagascar (Zosterops maderaspatanus maderaspatanus)

Hi ha pocs ocells, probablement a causa de la presència de rates i porcs salvatges. A diferència dels altres dos atols del grup, (Aldabra i Cosmoledo), no hi ha cap illot sense depredadors, excepte alguns petits bancs de sorra prop de la llacuna de l'entrada. A la llacuna es veuen Hydroprogne caspia però no se sap si van mai als bancs de sorra. Onychoprion fuscatus nubilosus i xatracs de Sumatra (Sterna sumatrana mathewsi) també han estat albirats, però no hi ha confirmada la seva cria. Les tortugues verdes (Chelonia mydas) són molt comunes aquí malgrat els anys d'explotació i es poden veure en gran nombre en les immersions o en viatges a l'entrada de la llacuna durant la marea alta.

## Turisme
El 2014 es va construir una casa d'allotjament, durant aquest temps 15 empleats indis van viure a l'illa. Les sis habitacions de l'alberg es van inaugurar el 2015, i és gestionat per personal de la Island Development Committee.
Avui, l'illa és visitada habitualment per científics per a la investigació de la llacuna i l'ecologia, i per aficionats a la pesca amb mosca o bussejadors de creuers que es practica prop de caiguda vertical al final dels esculls de coral exteriors.
Hi ha plans per ampliar l'alberg ecològic fins a 20 habitacions.

## Galeria d'imatges

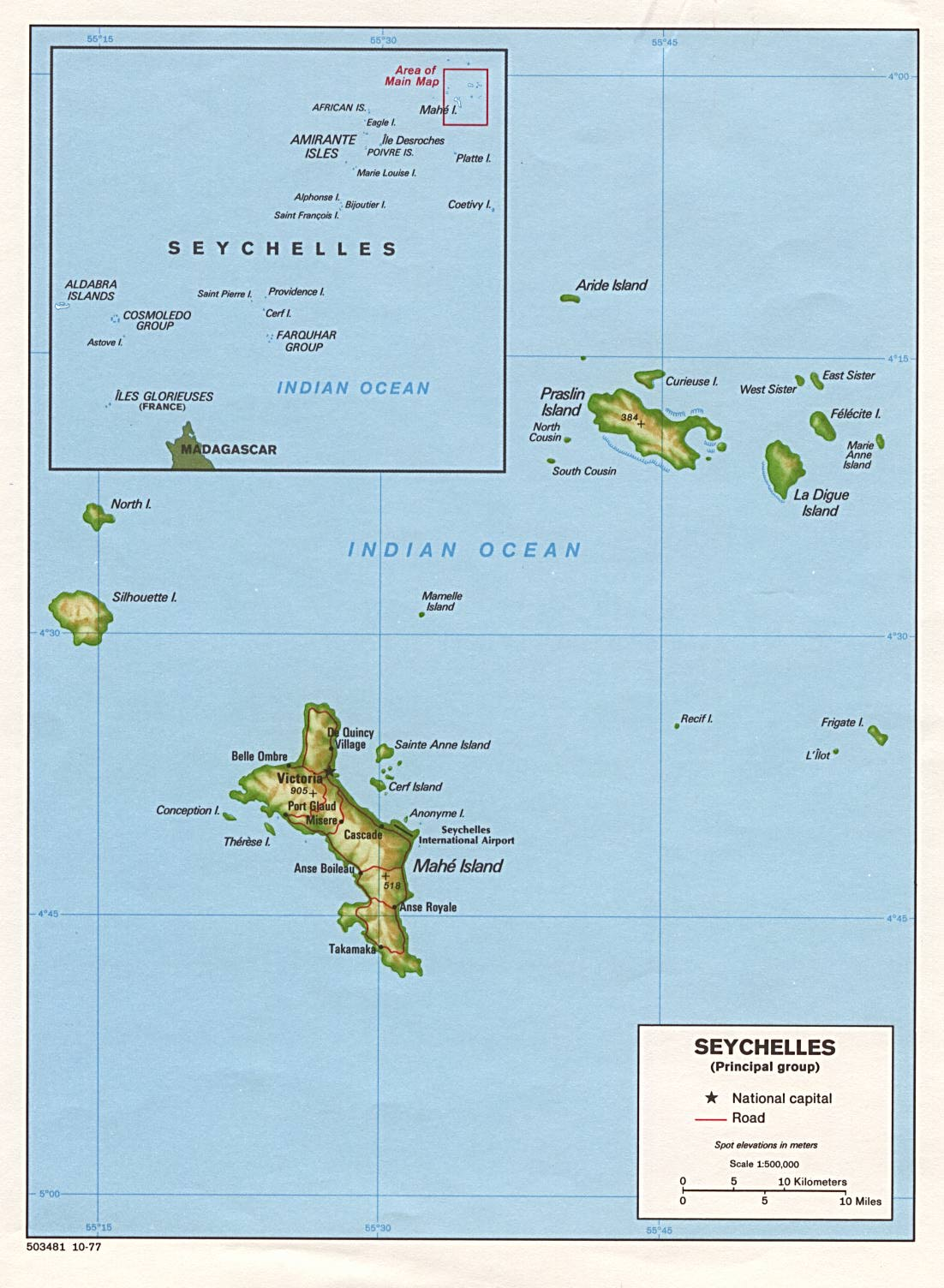
Mapa general
Mapa del Districte
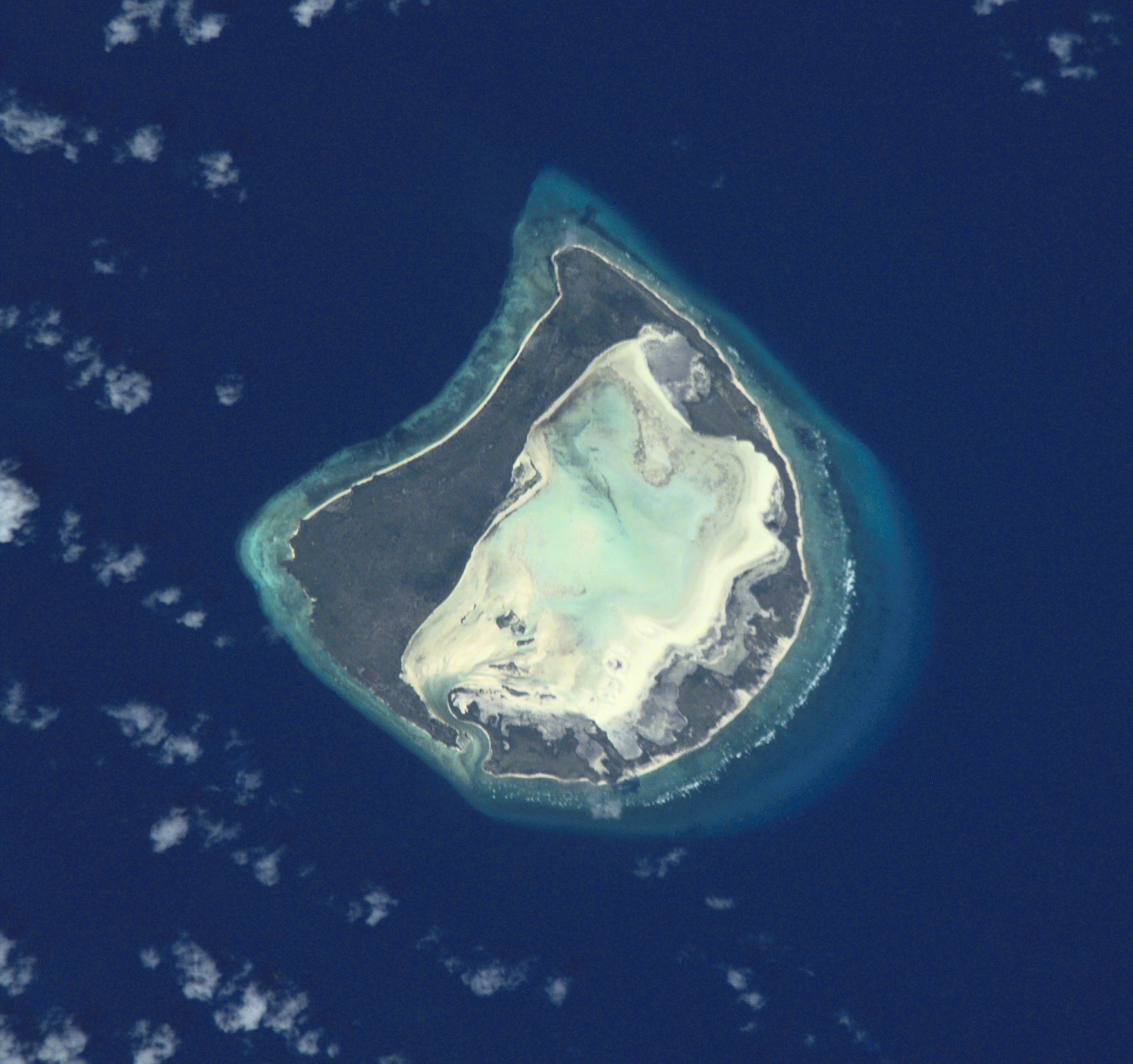
Astove, lleugerament obliqua, vista des de l'espai. Noteu l'àmplia superfície de la zona (fosca) que envolta la blanquinosa llacuna
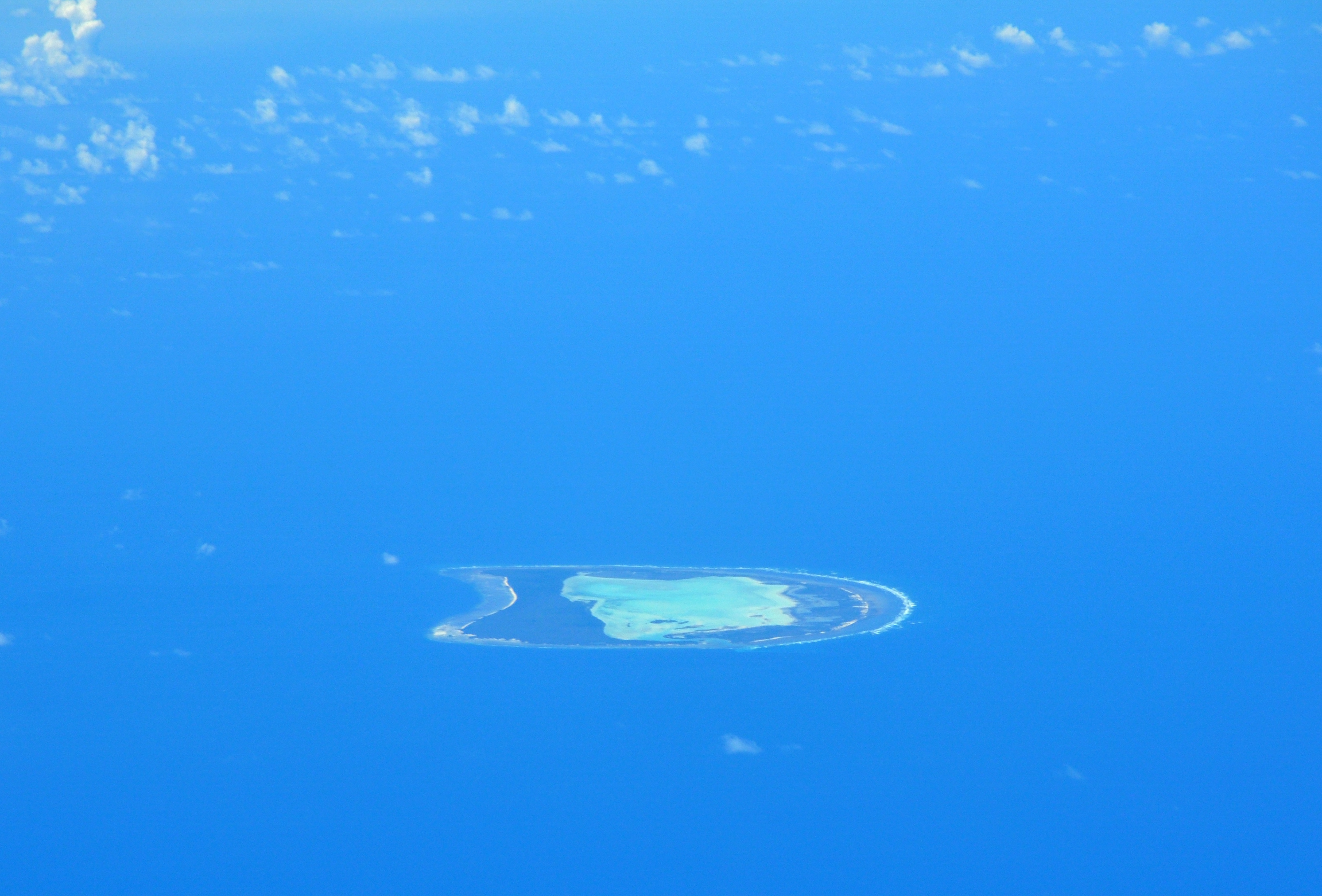
Vista aèria